# Euryoryzomys lamia
Euryoryzomys lamia är en däggdjursart som beskrevs av Thomas 1901. Euryoryzomys lamia ingår i släktet Euryoryzomys och familjen hamsterartade gnagare. Inga underarter finns listade i Catalogue of Life.
Arten listades tidigare i släktet risråttor.
Denna gnagare förekommer i kulliga regioner kring Brasiliens huvudstad Brasilia. Utbredningsområdet ligger 700 till 900 meter över havet. Arten lever i savannlandskapet Cerradon.